# Мостова вулиця (Таромське)
Мостова вулиця — головна історична вулиця селища Таромське Новокодацького району Дніпра.
Мостова вулиця була давнім шляхом, що йшов по правобережжю від Києва до Монастирки й Крарійської переправи.
Мостова вулиця є продовженням вулиці Старий Шлях. Проходить у пониззі Дніпра з Дніпровими плавнями зліва й горами — справа. Продовжується сухачівською Доблесною вулицею.
На початку до вулиці зліва вливається дорога, що теж позначаються як Мостова вулиця. Дорога йде з Карнаухівки по дамбі й мосту, що відділяють Дніпро від плавней, що викорустовуються як рибне господарство.
Вулиця рівнинна, окрім кінця де вулиця обминає Таромський кар'єр спочатку піднімаючися угору на 42 метри й згодом спускаючися додолу. На мапі Шуберта 19 сторіччя, до появи у радянський час кар'єру, вулиця йшла берегом.
Довжина вулиці — 3700 метрів.

## Будівлі
- № 51 — Храм Покрова Пресвятої Богородиці.

## Перехресні вулиці
- вулиця Старий Шлях,
- Набережна вулиця,
- Доблесна вулиця.